# Double Enquête
Pour plus de détails, voir Fiche technique et Distribution.
Double Enquête est un téléfilm français en deux parties réalisé par Pierre Boutron et diffusé pour la première fois le 21 juillet 2010 sur France 2.

## Synopsis
Béatrice est de plus en plus déstabilisée par les soupçons qu'elle nourrit à l'égard de son père. Elle oscille entre renoncement et impérieuse nécessité de continuer. Tout semble le condamner : ses qualités d'alpiniste chevronné, tout comme ses connaissances médicales. De plus, certains souvenirs d'enfance remontent à la surface et tourmentent Béatrice. C'est alors qu'elle fait une nouvelle découverte. La première victime du criminel n'est autre que Sylvie, sa sœur, qu'elle avait toujours crue morte dans un accident. Dès lors, l'enquête policière se double d'une enquête familiale, pour découvrir, par-delà l'identité du tueur, les secrets de sa famille...

## Citation
« 

  — Il les tuait par injection... Il y a des traces sur chacune d'elles.

  — Le produit ?

  — Hyper rare.

  — On se le procure comment ?

  — En pharmacie.

  — Tu te fous de moi ?

  — Tu peux obtenir les deux produits sans ordonnance, le Tetracemol et le Biomenum ; mais il faut des connaissances et du matériel et ça ne se conserve pas plus de trois jours. »

## Fiche technique
- Réalisation : Pierre Boutron
- Scénario : Robin Barataud, Pierre Boutron et Jean Reynard
- Image : Guy Famechon
- Montage : Patrice Monnet
- Décors : Laurence Brenguier
- Musique : Angélique Nachon et Jean-Claude Nachon
- Production : Iris Bucher
- Pays :  France
- Genre : Policier
- Durée : 180 minutes
- Date de diffusion : 21 juillet 2010

## Distribution
- Aurore Clément : Hélène Costes
- Catherine Demaiffe : Béatrice Costes
- Thomas Jouannet : Vincent Gaillard
- Aladin Reibel : Michel Gignac
- Didier Flamand : André Costes
- Alain Doutey : Le commissaire Giry
- Sabine Cisse : Melissa Lambertier
- Florence Viala : Christelle Roy
- Barbara Morel : Sylvie Costes

## Tournage
Le tournage a été effectué en 2009 dans le département des Bouches-du-Rhône, à Aix-en-Provence, Cassis, Ceyreste, Gémenos, La Ciotat, Marseille et Martigues.

## Réception critique
Télérama juge le téléfilm de la manière suivante « Cette énigme policière, filmée dans la région de Marseille, comporte les figures imposées du genre (les rivalités professionnelles, l'expertise médico-légale, le supérieur hiérarchique opportuniste, le marivaudage entre collègues, etc.) et de vrais morceaux de saga (entendez par là la présence d'une héroïne courageuse, de secrets de famille explosifs, et de rebondissements « hénaurmes »). On se passerait bien des séquences en flash-back, inutiles et de mauvais goût. Ces réserves faites, cette Double Enquête constitue un très honnête divertissement. ».